# Marina Trandenkova
Marina Jevgenjevna Trandenkova (Russisch: Марина Евгеньевна Транденкова) (Riga, 7 januari 1967) is een Russische sprintster, die gespecialiseerd is in de 100 m. Ze nam driemaal deel aan de Olympische Spelen en won hierbij één zilveren medaille.
Trandenkova won in 1992 op de Olympische Spelen van Barcelona met haar teamgenoten Olga Bogoslovskaya, Galina Maltchouguina en Irina Privalova een zilveren medaille op de 4 x 100 m estafette achter de Verenigde Staten (goud) en voor Nigeria (brons). In 1994 won ze wederom zilver op de Europees Kampioenschappen met haar teamgenoten Natalya Anisimova, Galina Malchugina, Irina Privalova en een tijd van 42,96 seconden achter Duitsland (goud) en voor Bulgarije (brons).
Op de Olympische Spelen van Atlanta in 1996 werd hij in de finale van de 100 m vijfde. Op de Olympische Spelen van Sydney in 2000 werd ze voor de finale uitgeschakeld op zowel de 100 m als de 200 m. Met zijn teamgenoten Natalia Ignatova, Irina Chabarova en Natalya Pomoshchnikova-Voronova wordt vijfde in de finale van de 4 x 100 m estafette.
Ze is getrouwd met voormalig polsstokhoogspringer Igor Trandenkov (6,01 m).

## Titels
- Russisch kampioene 200 m - 1995, 1999

## Persoonlijke records
Outdoor
| Onderdeel | Prestatie | Datum       | Plaats          |
| --------- | --------- | ----------- | --------------- |
| 100 m     | 11,06 s   | 2 juli 1996 | Sint-Petersburg |
| 200 m     | 22,44 s   | 9 juli 1997 | Monachil        |

Indoor
| Onderdeel | Prestatie | Datum           | Plaats |
| --------- | --------- | --------------- | ------ |
| 60 m      | 7,24 s    | 27 januari 2000 | Moskou |
| 200 m     | 23,15 s   | 5 maart 1988    | Minsk  |

## Palmares

### 100 m
- 1996:  Europacup - 11,14 s
- 1996: 5e OS - 11,06 s

### 200 m
- 1995: 7e WK - 22,84 s
- 1995:  Europacup - 22,67 s
- 1997: 5e Grand Prix Finale - 22,48 s
- 1997: 6e WK - 22,65 s
- 1997:  Europacup - 23,16 s

### 4 x 100 m estafette
- 1992:  OS - 42,16 s
- 1997: 5e WK - 42,50 s
- 2000: 5e OS - 43,02 s